# Kovács Endre (történész)
Kovács Endre (Paks, 1911. május 19. – Budapest, 1985. április 18.) Kossuth-díjas történész, irodalomtörténész, író.

## Életpályája
Hároméves korában került Pozsonyba, iskoláit itt végezte. Felsőfokú tanulmányokat a Comenius Egyetemen folytatott, magyar–filozófia szakos középiskolai tanári oklevelet szerzett 1935-ben.
1937-1938-ban Pozsonyban tanított, a bécsi döntések után az érsekújvári reálgimnáziumba ment tanítani. 1939-től az Érsekújvár és Vidéke című lapot szerkesztette. Diákkorában, majd fiatal tanárként és lapszerkesztőként maga is írt verseket, novellákat, regényeket, de hamarosan a tudományos kutatómunka kötötte le figyelmét. A budapesti egyetemen szlavisztikából doktorált 1943-ban. 1945-ben ő lett a budapesti Kelet-európai Tudományos Intézet csehszlovák szakreferense.
1949-ben bekerült a Magyar Tudományos Akadémia Történettudományi Intézetébe munkatársnak, ott 1955-1976-ig osztályvezetői, 1976-81 közt tanácsadói beosztásban dolgozott. 1952-ben a történettudományok kandidátusa, 1964-ben doktora. Fő kutatási területe a magyarok és a szlávok kapcsolatainak újkori története és a lengyel irodalomtörténet, de gyakorlatilag kiterjedtek kutatásai a teljes volt Osztrák–Magyar Monarchia és Lengyelország területére, e területek társadalmi, történeti, politikai, irodalmi kultúrájára. Lengyel és cseh írók műveiből antológiákat szerkesztett.
Tanítványa volt többek között Ébert Tibor szlovákiai magyar író, költő, kritikus, esztéta, zeneművész.

## Kötetei (válogatás)

### Szépirodalom
- Világének : versek (Bratislava-Pozsony, 1929)
- Felszabadultak : novellák (Érsekújvár, 1939)
- Az alázat évei : regény (Érsekújvár, 1940)
- Prága – Pozsony – Budapest : regény (Érsekújvár, 1941)